# Articoelidia elongata
Articoelidia elongata är en insektsart som beskrevs av Nielson 1979. Articoelidia elongata ingår i släktet Articoelidia och familjen dvärgstritar. Inga underarter finns listade i Catalogue of Life.